# IWeb
iWeb era una herramienta para crear páginas web, basadas en plantillas WYSIWYG, desarrollada por Apple Computer. Fue lanzada durante la Macworld Conference & Expo en San Francisco, California el día 10 de junio de 2006 como parte de la suite de aplicaciones iLife '06, la cual fue lanzada el mismo día. iWeb creaba páginas web y blogs y los publica a través del servicio de .Mac y otros servicios de alojamiento web. iWeb '11 fue presentado el 20 de octubre de 2010 como parte de iLife '11, aunque no fue actualizado de su versión previa, la 3.0.4 que se incluía en iLife '09. Apple cesó el desarrollo en el 2011.

## Características
iWeb es una herramienta para crear páginas web y blogs. El usuario final no necesita tener conocimientos de lenguajes web para usar el producto en forma efectiva.
Las características de iWeb son:
- Plantillas diseñadas por Apple.
- Creación fácil y flexible de sitios web.
- Soporte de "Drag and Drop" para archivos multimedia.
- Blogging
- Podcasting
- Publicación al servicio MobileMe con un solo clic (para otros servicios, los usuarios pueden publicar sus sitios a una carpeta y subirlos por ftp con programas externos).
- Posibilidad de añadirle códigos HTML.

Algunas de las limitaciones son:
- IWeb actualmente crea diferentes archivos para cada página, en vez de usar un archivo central para ocupar menos espacio en disco.
- Sin soporte para contraseñas que no sean de sitios web de Mobileme.
- Limitado número de plantillas, aunque se pueden crear fácilmente.

## Software de publicación similar
Hay varios productos similares a iWeb disponibles para Mac, incluyendo:
- EverWeb de RAGE Software.
- RapidWeaver de Realmac Software.
- Sandvox de Karelia Software.
- Site Studio de dot software.
- ShutterBug de XtraLean Software.